# Onychoteuthis borealijaponicus
Espèce
Onychoteuthis borealijaponicus est une espèce de calmars de la famille des Onychoteuthidae.